# Vicia costae
Vicia costae — вид квіткових рослин з родини бобових (Fabaceae). Ареал охоплює такі країни: Португалія (Мадейра).

## Середовище
Цей вид зустрічається в прибережних зонах, у піщаних районах та на скелях. Туристична діяльність загрожує цьому виду, оскільки він зустрічається в прибережних районах.